# 劉友琛
劉友琛（1902年11月9日—1995年7月10日），名汝璠，字友琛，以字行，甘肃省天水縣人。民國37年（1948年）在甘肅省第四選區當選第一屆立法委員。中华民国经济学家、政治人物。

出席制憲國民大會代表時

## 生平[1][2][3][4][5][6][7][8][9]
國立北京大學經濟系肄業，后来留学美国西北大学及哥伦比亚大学，获得經濟学士和经济硕士学位。归国后，历任南京首都建设委员会委员、考試院专门委员、甘肅省建設廳長、國立中央大學、暨南大學、西北大學及私立東吳大學等商學院經濟系教授、甘肃省政府委员兼西北公路局局长、行政院貿易委員會駐甘青寧三省對俄貿易專員兼国民政府軍事委員會委員長天水行营中将参事、上海銀行開封分行經理及開封銀行公會主席、西北紡織事業促進會理事長、世界龍岡總會監事長、臺北市甘肅同鄉會理事長等职。1946年，任制憲國民大會代表。1947年3月1日，任国民政府第四届立法院立法委员。1948年，当选行宪第一届立法委员。后赴台湾。